# Плотина Нижнеисетского завода
Плоти́на Ни́жнеисе́тского заво́да — гидротехническое сооружение на Исети в Чкаловском районе Екатеринбурга. По гребню плотины проходит улица Грибоедова.
Строилась в 1789—1790 годах с образованием Нижнеисетского пруда, в 1960-х годах была реконструирована. Над шлюзовым хозяйством плотины находится павильон в неоклассическом стиле, являющийся узнаваемым сооружением района.

## История
Плотина на Исети для обеспечения энергией будущего Нижнеисетского монетного двора строилась в 1789—1790 годах. Работами командовал 60-летний плотинный подмастерье Артемий Вершинин. Земляная насыпная плотина была снабжена двумя ларевыми, основным рабочим из которых был правый, и одним вешнячным прорезом, сложенными деревянными брусьями. Между вешняком и ларем в тело плотины была встроена караульня. В 1790 году чашу будущего пруда расчистили от леса, который переработали в уголь для заводских нужд.
По данным берг-инспектора П. Е. Томилова, в 1808 году плотина имела длину 224 м, ширину в нижней части 57,6 м, в верхней части 34,1 м, высоту — 9,9 м. Подпор воды составлял 4,6 м. Образованный пруд разливался на 3,5 км, но, имея относительно большие размеры, был маловодным, что приводило к частым остановкам завода из-за отсутствия воды.
Плотина существенно пострадала в результате пожара, случившегося 23 декабря 1795 года и практически уничтожившего Нижнеисетский монетный двор. Полностью сгорел правый ларь, значительно обгорела заводская сторона плотины. В конце XVIII века плотина восстанавливалась и перестраивалась по проекту уставщика монетного двора Егора Усольцева. С марта по июнь 1799 года на работах были заняты посменно 680 приписных крестьян из Арамильской волости, в том числе 280 конных работников. Руководил работами плотинный мастер Прокопий Морозов. К лету 1799 года основные работы были завершены: правый ларь был восстановлен, края плотины укрепили и сделали насыпь в сторону пруда. В этот же период строились корпуса железоделательного завода на месте разрушенного монетного двора. В сентябре 1802 года И. Ф. Герман, посещавший завод, отметил неудовлетворительное состояние вновь отстроенной плотины. В частности, он указывал на отсутствие требовавшегося двойного слоя глины на отсыпях и наличие нескольких промоин в них.
Летом 1802 года плотину вновь ремонтировали с участием механика Екатеринбургского завода Л. Ф. Сабакина и шихтмейстера Ивана Подоксенова. Ремонту благоприятствовала засушливая погода, позволившая без проблем частично спустить обмелевший пруд. В работах участвовали мастеровые и работные люди из Нижне-Исетска, с Екатеринбургского монетного двора, Берёзовских промыслов, Уктуса и Каменского завода — всего около 200 человек.

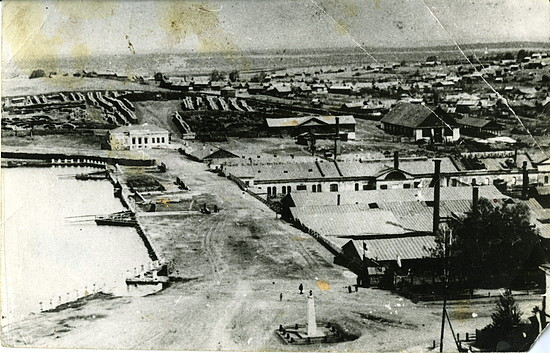
Плотина в 1890 году

В 1865 году во время очередного ремонта вдоль плотины выложили каменную набережную. Впоследствии ремонты плотины производились в 1874 и 1897—1898 годах. В мае 1884 года на площадке около плотины состоялось открытие памятника Александру II.
В 1901 году от плотины проложили железную трубу, которая стала использоваться вместо правого ларя для подачи воды в пудлингово-сварочный цех. В октябре 1907 года комиссия Нижне-Исетской артели признала состояние плотины неудовлетворительным, указав на риск разрушения ветхих вешняка и ларя. В ходе ремонта зимой 1909—1910 года выяснилось, что конструкции плотины значительно прогнили и разрушились с образованием трещин и пустот. Летом 1910 года деревянный ларь заменили на деревянную водопроводную трубу.
В 1915 году после закрытия Нижнеисетского завода на плотине установили небольшую гидроэлектростанцию, которая дала ток для первой электрической лампочки, появившейся в Нижнеисетске в 1921 году.
В 1959 году началась коренная реконструкция плотины, пришедшей со временем в неудовлетворительное состояние. Руководство работами по реконструкции осуществляла З. Т. Бескоровайная, главный инженер отдела капитального строительства Уралхиммашзавода. При реконструкции были сохранены исторические затворы, выполненные из лиственницы. В 1960 году над шлюзовым хозяйством плотины для размещения механизмов и пульта управления построили павильон высотой 8 м в неоклассическом стиле, ставший узнаваемым сооружением района.

## В культуре
Реконструкция Нижнеисетской плотины запечатлена в фильме «Шестнадцатая весна» (1962, реж. Я. Л. Лапшин).

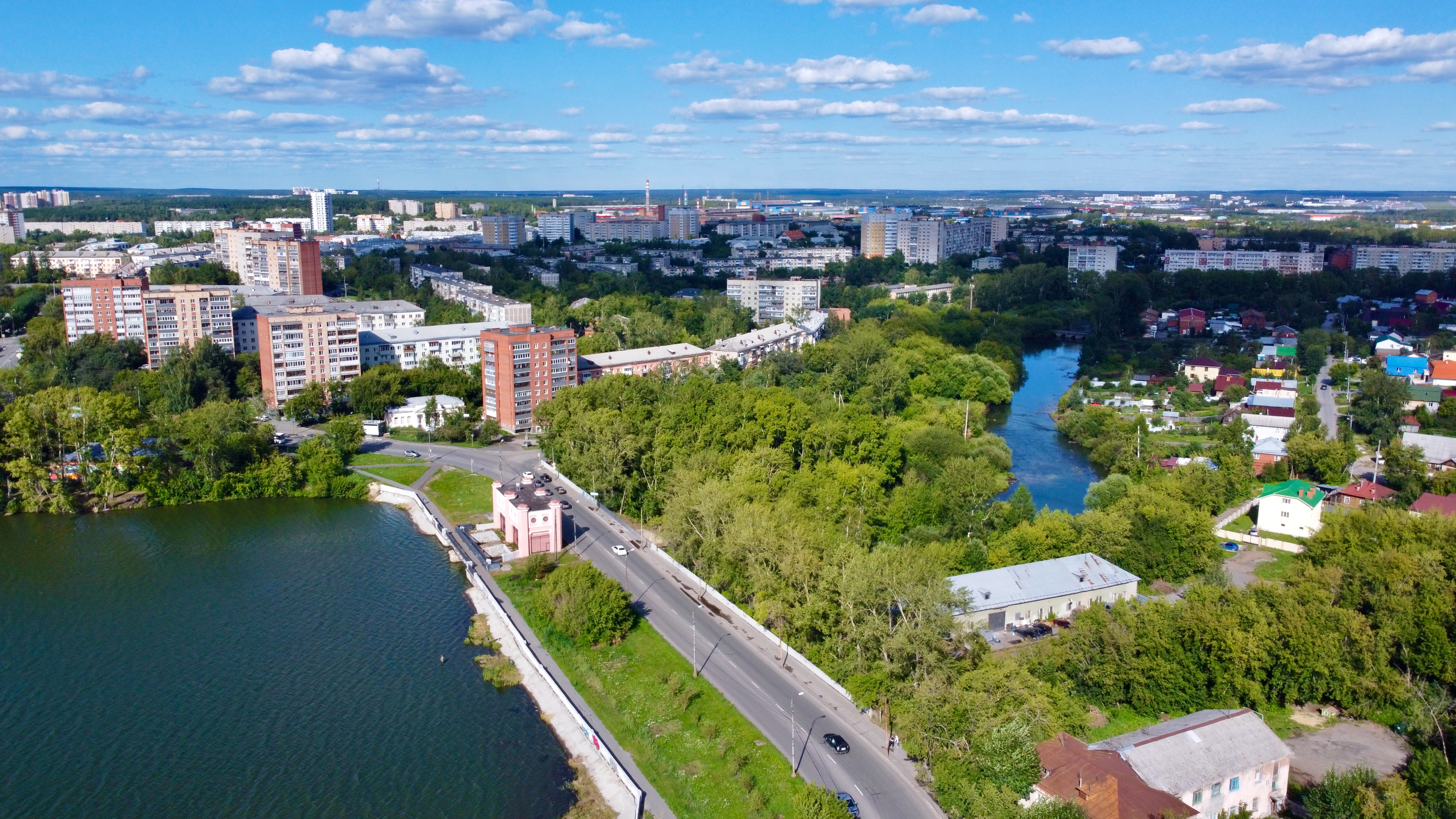
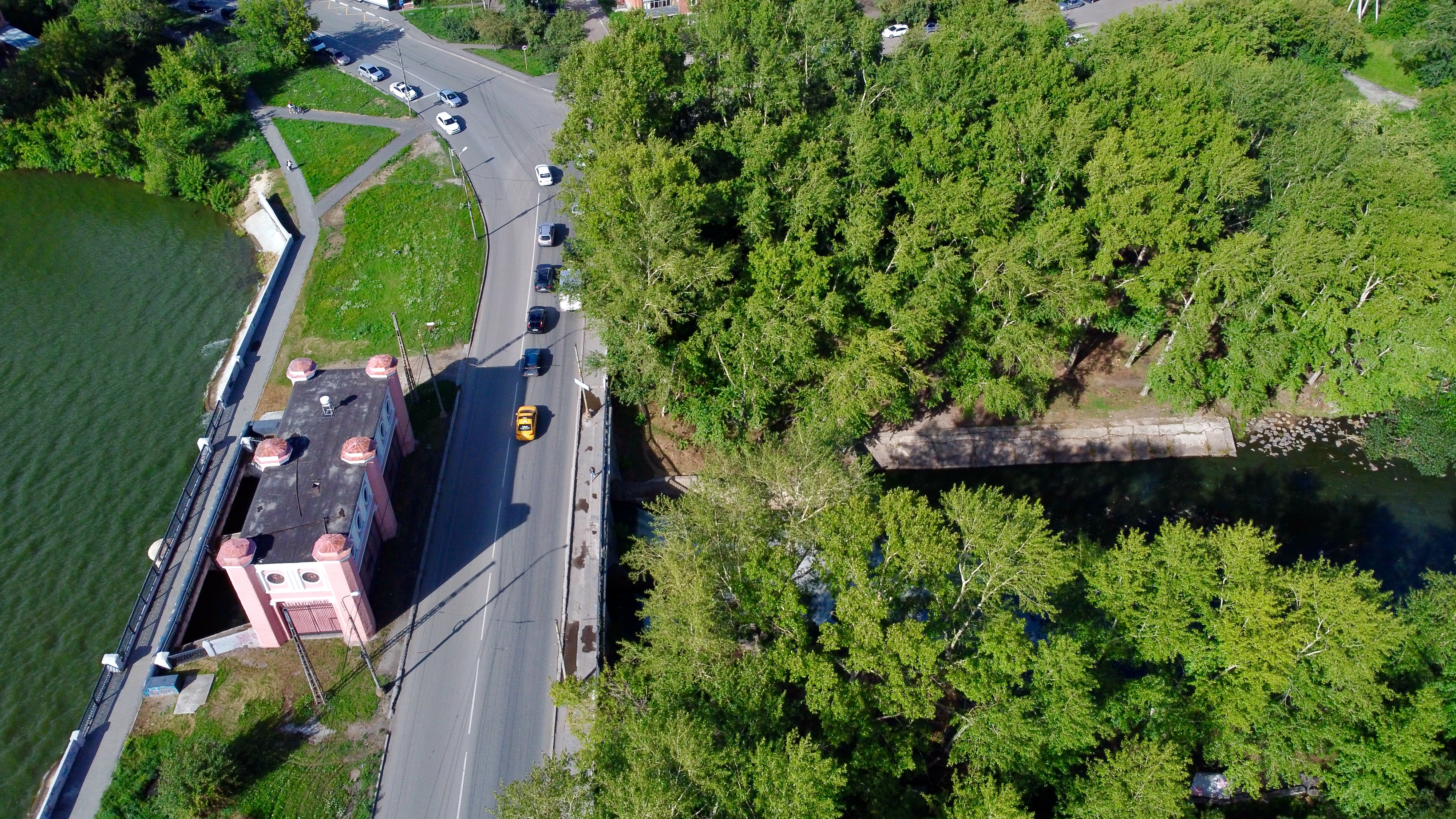
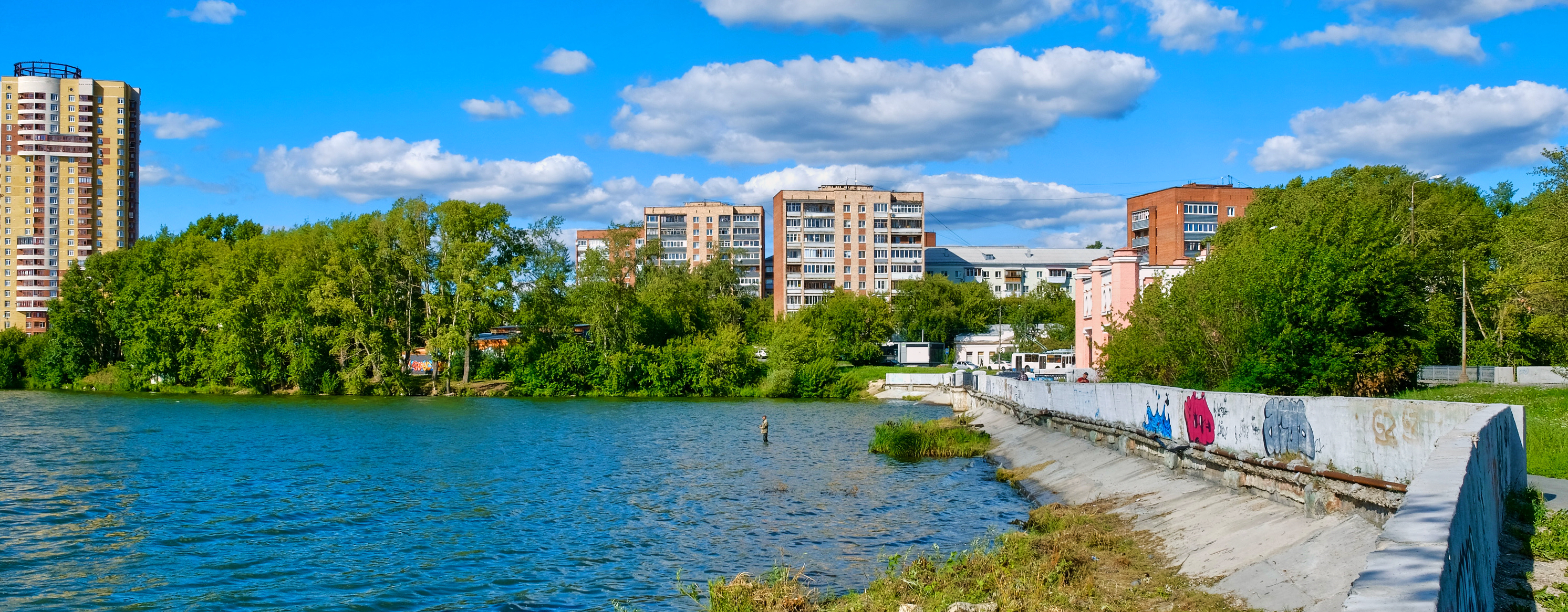
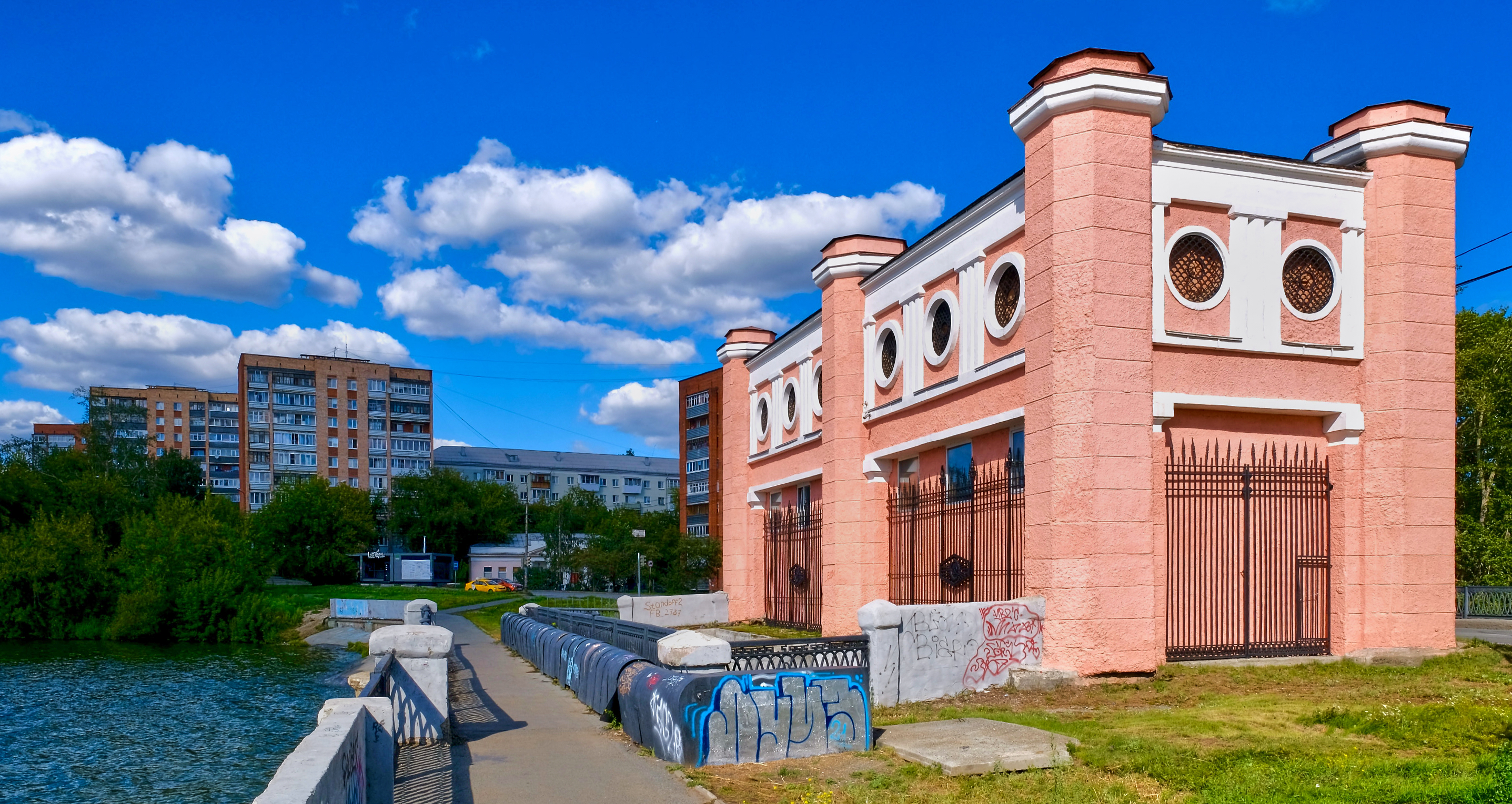
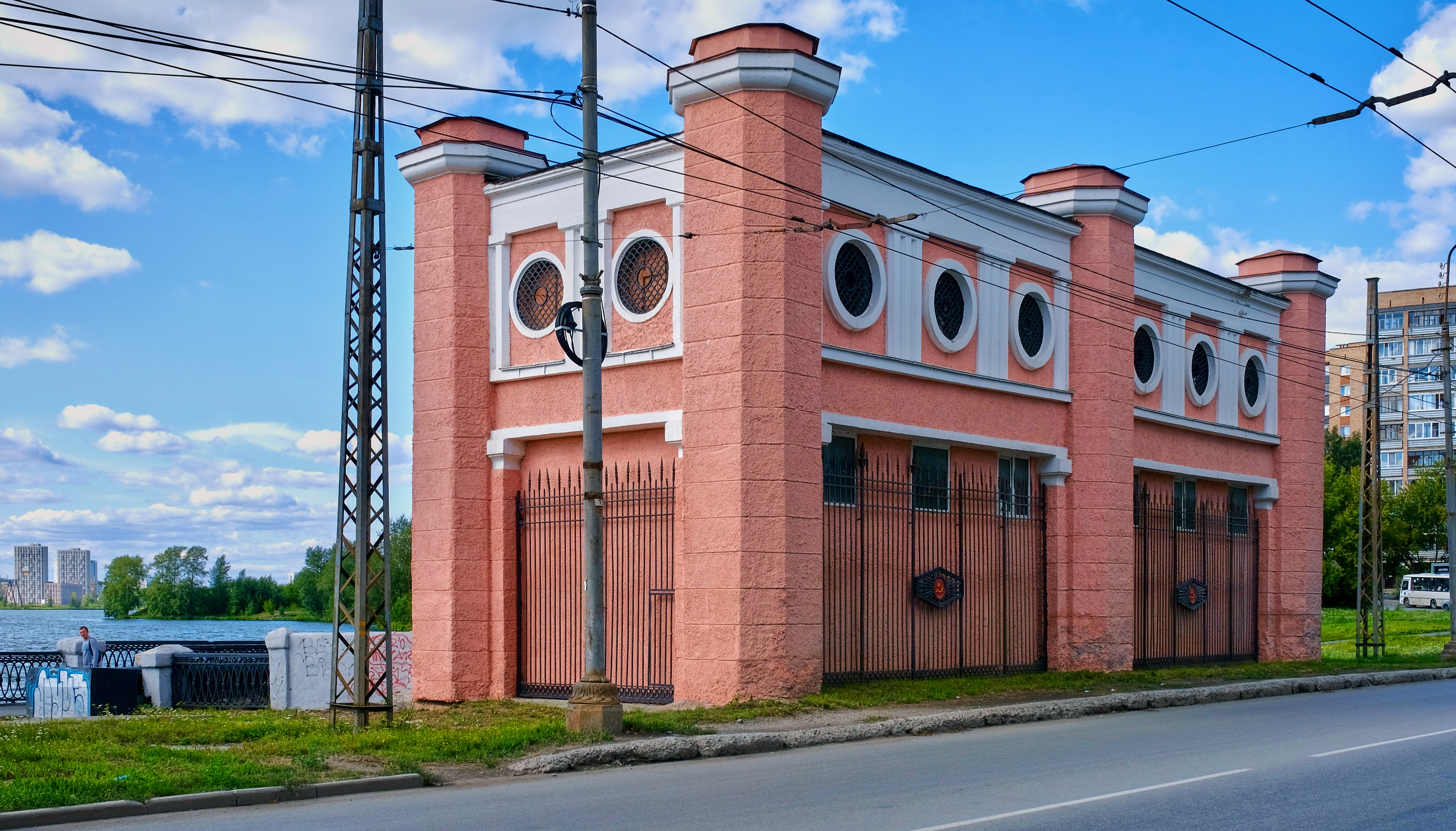
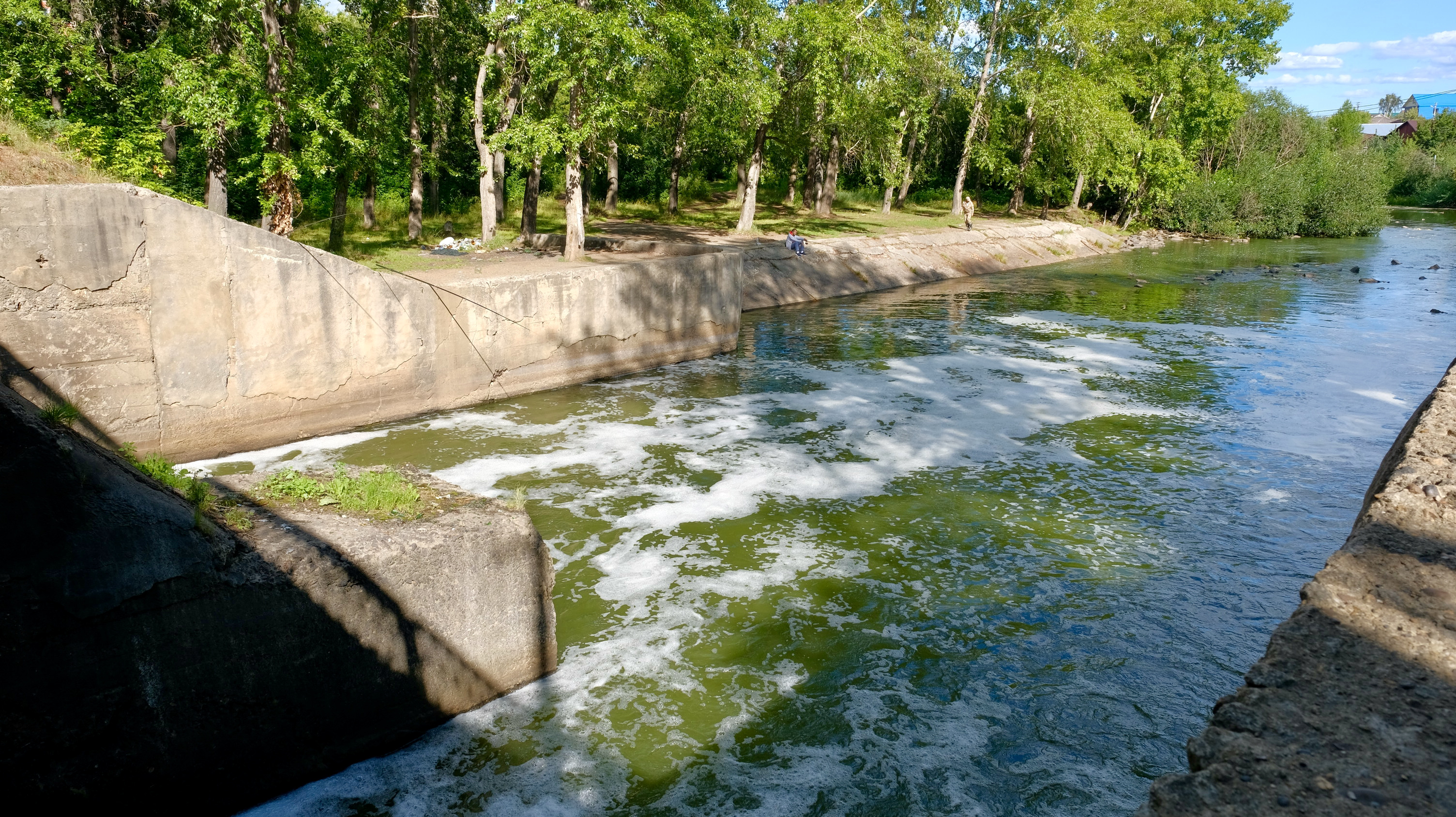
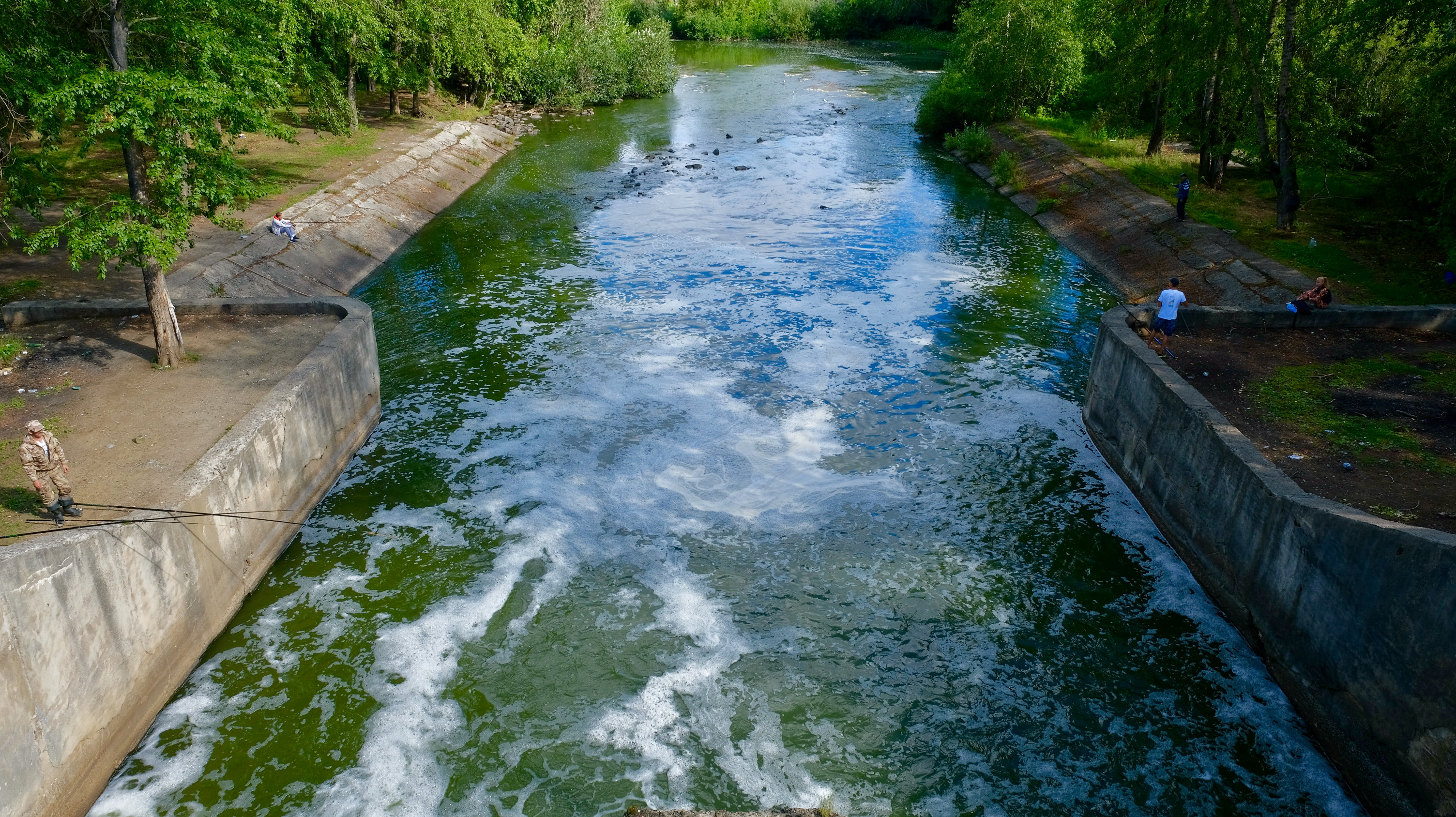
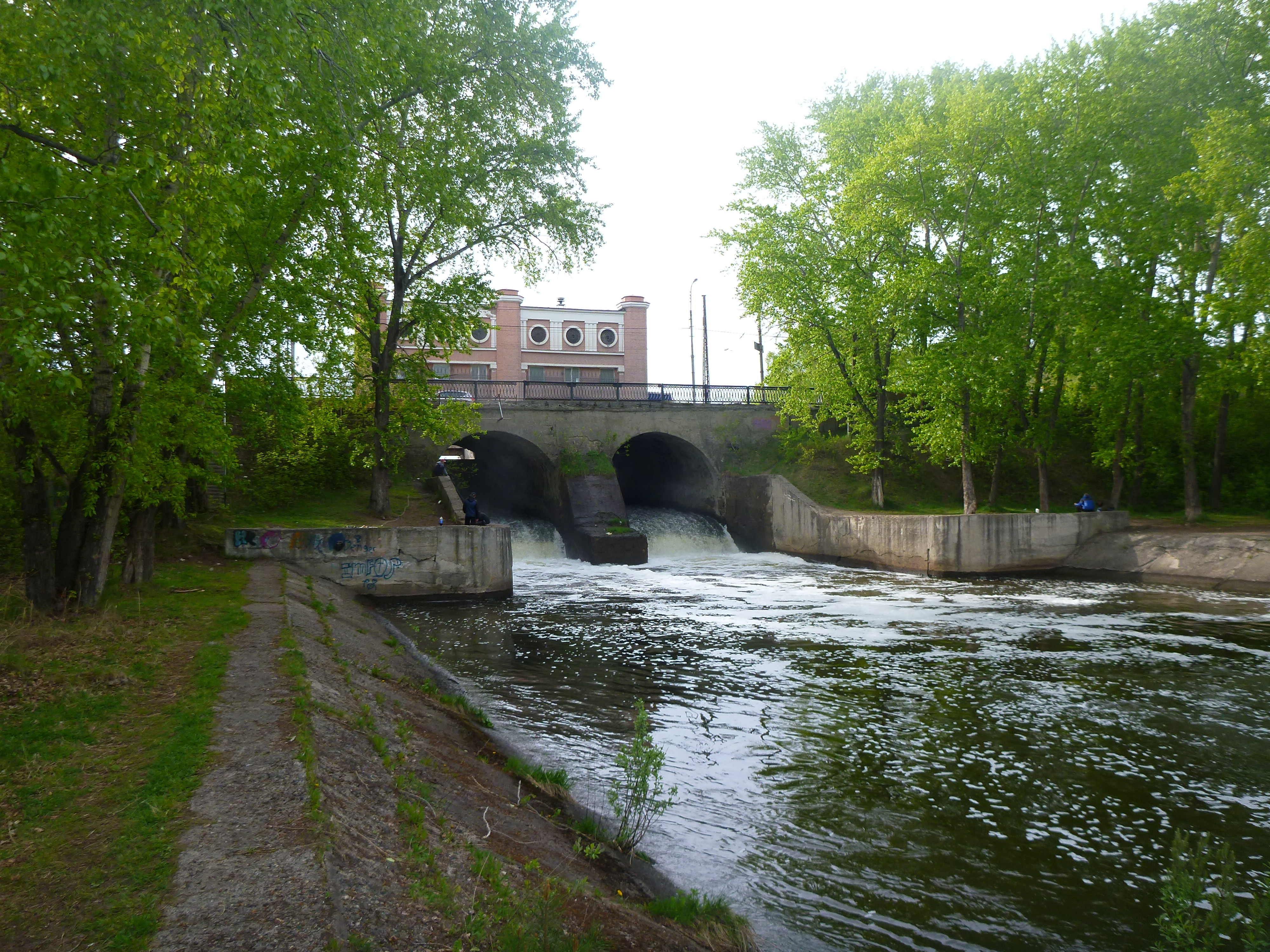